# Asik Mehmed
 Asik Mehmed  est un voyageur et géographe ottoman du XVIe siècle. Il voyagea dans les provinces de l’Empire ottoman pendant 23 ans, soit la majeure partie de sa vie. Il est surtout reconnu pour son récit de voyage Menâzirü’l-avâlim.